# Guilty (álbum de Barbra Streisand)
Guilty é um álbum de estúdio lançado em 1980, pela cantora estadunidense Barbra Streisand. As canções foram compostas pelo cantor do Bee Gees Barry Gibb  e a produção  é de Gibb, Albhy Galuten e Karl Richardson.
Para sua promoção quatro canções foram lançadas como músicas de trabalho:  "Woman in Love", que tornou-se a música de maior sucesso de Streisand e passou três semanas em #1 na parada de singles da Billboard, a faixa-título, que é um dueto com Gibb, que ganhou o Grammy de "Best Pop Performance by a Duo or Group with Vocal", em 1981, e alcançou a posição de #3 na Billboard Hot 100, "What Kind of Fool", outro dueto com Gibb, que atingiu o pico de #10, e "Promises", quarta e última música de trabalho, sendo o segundo single a ser lançado em vinil de 12" pela cantora.
Em seu vigésimo quinto aniversário, em 2005, a gravadora Columbia Records, lançou uma edição comemorativa, com as nove faixas originais remasterizadas e um DVD com performances das músicas, entrevista com Streisand e Barry Gibb, galeria de fotos e todas as canções em PCM Stereo. Streisand lançou a sequência em 2005, num álbum chamado Guilty Pleasures, também produzido por Gibb. No Reino Unido, o disco se chamou Guilty Too.
Com mais de 15 milhões de cópias vendidas mundialmente, é o mais bem sucedido, comercialmente, da carreira da cantora.

## Antecedentes e produção
Após o enorme sucesso dos Bee Gees, no final dos anos de 1970, Barry Gibb, um dos integrantes do grupo, passou a compor e produzir canções para outros artistas. Inicialmente, Charles Koppelman, pediu para o grupo enviar músicas para Streisand mas logo Gibb se tornaria produtor do projeto, além de assinar as nove canções que apareceram na listas de faixas final do disco. Duas canções ("Secrets" e "Carried Away") foram escritas, mas não foram utilizadas, ambas aparecem em The Guilty Demos, que apresenta Gibb cantando as faixas.Os dois outtakes mais tarde seriam gravadas e lançadas por Elaine Paige e Olivia Newton-John.

## Singles
"Woman in Love" foi o primeiro single, o lançamento ocorreu em agosto de 1980, e traz a faixa "Run Wild" como lado B. Tornou-se o maior sucesso da carreira musical de Streisand e passou um total de três semanas em primeiro lugar na parada Billboard Hot 100. As vendas ultrapassaram 2,5 milhões de cópias nos Estados Unidos, até dezembro de 1980, segundo a revista Billboard. No Reino Unido, as vendas atingiram 780 mil cópias, de acordo com a OCC.
O segundo single foi o da canção "Guilty" na qual a cantora faz um dueto com Barry Gibb, o lado B é a canção "Life Story", o lançamento ocorreu em outubro de 1980. A música atingiu a posição de número três na Billboard Hot 100, e ganhou o Grammy Award para melhor performance pop por uma dupla ou grupo, em 1981.
"What Kind of Fool" é o terceiro single, o lançamento ocorreu em janeiro de 1981, é o segundo e último dueto com Gibb, lançado como música de trabalho, o lado B é a música "The Love Inside". Atingiu a posição de número dez na Billboard Hot 100 e a de número um na parada Adult Contemporary, da mesma revista.
"Promises", uma faixa voltada para a discoteca, foi lançada em abril de 1981 como quarto e último single e traz "Make It Like A Memory" como lado B. Alcançou a posição de número quarenta e oito na Billboard Hot 100 e número oito na parada Adult Contemporary.

## Recepção crítica
| Críticas profissionais        | Críticas profissionais |
| Avaliações da crítica         | Avaliações da crítica  |
| Fonte                         | Avaliação              |
| ----------------------------- | ---------------------- |
| AllMusic                      | [ 16 ]                 |
| The Village Voice             | C+                     |
| Rolling Stone                 | Favorável              |
| The Rolling Stone Album Guide | [ 19 ]                 |
| Revista Manchete              | Favorável              |

As resenhas escritas por críticos musicais, foram em maioria favoráveis.
William Ruhlmann, do site AllMusic, avaliou com quatro estrelas e meia de cinco e escreveu que é um dos álbuns "menos típicos" da cantora e que ele "soa como um álbum pós-Saturday Night Fever do Bee Gees com vocais de Streisand".
Robert Christgau, do jornal The Village Voice, deu uma nota C+, criticou os vocais de Streisand ("na maioria das vezes ela exagera") e pontuou que "quando ela dramatiza uma canção como "Life Story", a incompatibilidade é ridícula".
Stephen Holden, da revista Rolling Stone, fez uma crítica favorável na qual escreve que "embora Guilty seja um entretenimento romântico, sem nenhuma ambição além de fazer bilhões de corações vibrar e ganhar milhões de dólares, ele é tão belamente construindo quanto é um "ear candy". Ele também escreveu que "o álbum de Barbra Streisand e Barry Gibb pode não ser particularmente nutritivo, mas com certeza é saboroso."
Em relação aos críticos brasileiros, as avaliações foram semelhantes, sendo portanto em maioria favoráveis. O jornal de Rondônia, Alto Madeira, o definiu como "obra prima", e apontou como destaque os" excelentes vocais". Wilson Cunha, da revista Manchete fez uma crítica favorável, na qual escreveu que "Barbra nunca esteve melhor" e que Guilty é "uma pérola", por ser um desses discos cheios de surpresas que quanto mais se ouve mais se gosta e se descobre suas riquezas. J. J. Miguel, do jornal Correio Braziliense, escreveu que "a voz de Barbra merecia algo um pouco mais consistente" e que as canções funcionariam melhor com os vocais do Bee Gees.

## Desempenho comercial
Guilty é o mais vendido da carreira de Streisand, com vendas que ultrapassaram mais de 15 milhões de cópias em todo o mundo e originou vários singles de sucesso. De acordo com o encarte do box de retrospectiva de Streisand: Just for the Record..., recebeu discos de ouro e platina em diversos países, tais como: Áustria, Brasil, Dinamarca, Israel, Japão, Holanda, Portugal, Espanha, Suécia, Suíça e Rússia.

## Lista de faixas
- Créditos e lista de faixas adaptados do encarte do LP Guilty, de 1980.[24]

| N.º | Título                  | Compositor(es)                       | Duração |  |
| 1.  | "Guilty"                | Barry Gibb, Maurice Gibb, Robin Gibb | 4:23    |  |
| 2.  | "Woman in Love"         | B. Gibb, R. Gibb                     | 3:49    |  |
| 3.  | "Run Wild"              | B. Gibb, R. Gibb                     | 4:06    |  |
| 4.  | "Promises"              | B. Gibb, R. Gibb                     | 4:20    |  |
| 5.  | "The Love Inside"       | B. Gibb                              | 5:08    |  |
| 6.  | "What Kind of Fool"     | B. Gibb, Albhy Galuten               | 4:06    |  |
| 7.  | "Life Story"            | B. Gibb, R. Gibb                     | 4:38    |  |
| 8.  | "Never Give Up"         | B. Gibb, Albhy Galuten               | 3:44    |  |
| 9.  | "Make It Like A Memory" | B. Gibb, Albhy Galuten               | 7:28    |  |

## Tabelas
| Tabela musical (1980)                 | Melhor posição |
| ------------------------------------- | -------------- |
| Alemanha (Offizielle Deutsche Charts) | 4              |
| Australian Albums (Kent Music Report) | 1              |
| Áustria (Ö3 Austria Top 40)           | 1              |
| Estados Unidos (Billboard 200)        | 1              |
| French Albums (SNEP)                  | 1              |
| Italian Albums (Musica e dischi)      | 1              |
| Noruega (VG-lista)                    | 1              |
| Nova Zelândia (RMNZ)                  | 1              |
| Países Baixos (Dutch Charts)          | 1              |
| Reino Unido (Official Albums Chart)   | 1              |
| Spain Albums (Promusicae)             | 1              |
| Suécia (Sverigetopplistan)            | 1              |
| Tabela musical (1981)                 | Melhor posição |
| Japanese Albums (Oricon)              | 9              |

| Tabela musical (1980)   | Posição |
| ----------------------- | ------- |
| Australian Albums Chart | 22      |
| UK Albums Chart         | 9       |
| US Cash Box             | 17      |

| Tabela musical (1981)              | Posição |
| ---------------------------------- | ------- |
| Australian Albums Chart            | 28      |
| Austrian Albums Chart              | 8       |
| German Albums (Offizielle Top 100) | 21      |
| Japanese Albums Chart              | 52      |
| UK Albums Chart                    | 26      |
| US Billboard 200                   | 12      |
| US Cash Box                        | 15      |

## Certificações e vendas
| País                  | Certificação | Vendas     |
| --------------------- | ------------ | ---------- |
| Alemanha (BVMI)       | Platina      | 500,000    |
| Austrália (ARIA)      | 6× Platina   | 420,000    |
| Belgium (BEA)         | 2× Platina   | 250,000    |
| Canadá (Music Canada) | 5× Platina   | 500,000    |
| Estados Unidos (RIAA) | 5× Platina   | 5,000,000  |
| França (SNEP)         | Platina      | 250,000    |
| Itália (FIMI)         | Platina      | 400,000    |
| Reino Unido (BPI)     | Platina      | 750,000    |
| Resumos               |              |            |
| Mundo                 | —            | 15,000,000 |